# Гідразиноліз
Гідразиноліз (рос. гидразинолиз, англ. hydrazinolysis) — хімічна реакція обміну функційних груп у молекулі на гідразинову групу, що веде до утворення похідних гідразину (гідразидів, амідразонів, гідразонів, гідразидинів): 
RCOCl + N2H4→RCONHNH2+ HCl
RC(NH)OR + N2H4→RC(NH)NHNH2+ HOR
R2C=O + N2H4→R2C=NHNH2+ H2O